# 纺锤丝
纺锤丝（英語：spindle fiber），真核细胞细胞分裂時（包括有丝分裂和减数分裂）过程中由中心粒構成的丝状微管结构（微管有引領細胞胞器移動的功能）。

## 分类
- 染色体牵丝（英語：chromosomal fiber）
- 连续丝（英語：continuous fiber）
- 中间丝（英語：intermediate filament）
- 星体丝，或稱「astral fiber」或「astral ray」，中文為「星射线」。